# マドリード条約 (1526年)
マドリード条約（マドリードじょうやく、フランス語: Traité de Madrid; スペイン語: Tratado de Madrid）は、イタリア戦争中に神聖ローマ皇帝兼スペイン国王カール5世とフランス国王フランソワ1世との間で結ばれた条約。

## 背景
1521年、イタリア支配をめぐってハプスブルク家（オーストリア・スペイン）とフランスは戦争を開始した。1525年にフランス国王フランソワ1世はパヴィアの戦いでスペイン軍に敗れて捕虜となり、マドリードへ送られた。スペイン国王カルロス1世（神聖ローマ皇帝カール5世）は、マドリード市民がフランソワ1世に同情的で、また教皇クレメンス7世やイングランド国王ヘンリー8世などもカルロスに対立している情勢をみて、1526年にフランソワとの間で条約を結んだ。これがマドリード条約である。

## 内容
条約内容は、フランスがブルゴーニュ、ミラノ公国、ナポリ王国、フランドル、アルトワなどを放棄することを定めており、幼いフランスの王子2人と交換にフランソワ1世は釈放された。しかし、帰国したフランソワは翌1527年にこの条約を履行しないことを明らかにし、イングランド・イタリア諸国・教皇と手を組んで反ハプスブルク体制を固め、戦争を継続した。
なお、1526年には神聖ローマに属するサヴォワ家がプロヴァンスでニース伯を受領した。即ちモナコはスペインが支配した。